# Ронцо-Кјенис
Ронцо-Кјенис (итал. Ronzo-Chienis) је насеље у Италији у округу Тренто, региону Трентино-Јужни Тирол.
Према процени из 2011. у насељу је живело 949 становника. Насеље се налази на надморској висини од 976 м.

## Становништво
Према резултатима пописа становништва 2011. у општини је живело 1.001 становника.
| 1931. | 1936. | 1951. | 1961. | 1971. | 1981. | 1991. | 2001. | 2011. |
| ----- | ----- | ----- | ----- | ----- | ----- | ----- | ----- | ----- |
| 911   | 862   | 1.087 | 1.167 | 1.077 | 1.034 | 1.012 | 1.010 | 1.001 |